# Łom Hrabski
Łom Hrabski, zwany także Łomem Pisarskim, Łomem Włoskim lub Marmurową Górą  – nieczynny kamieniołom w miejscowości Dubie, w województwie małopolskim, w powiecie krakowskim, w gminie Krzeszowice, w Dolinie Racławki na Wyżynie Olkuskiej. Znajduje się w porośniętych lasem prawych zboczach doliny, na stromych, północno-wschodnich stokach wzgórza Zamczysko.

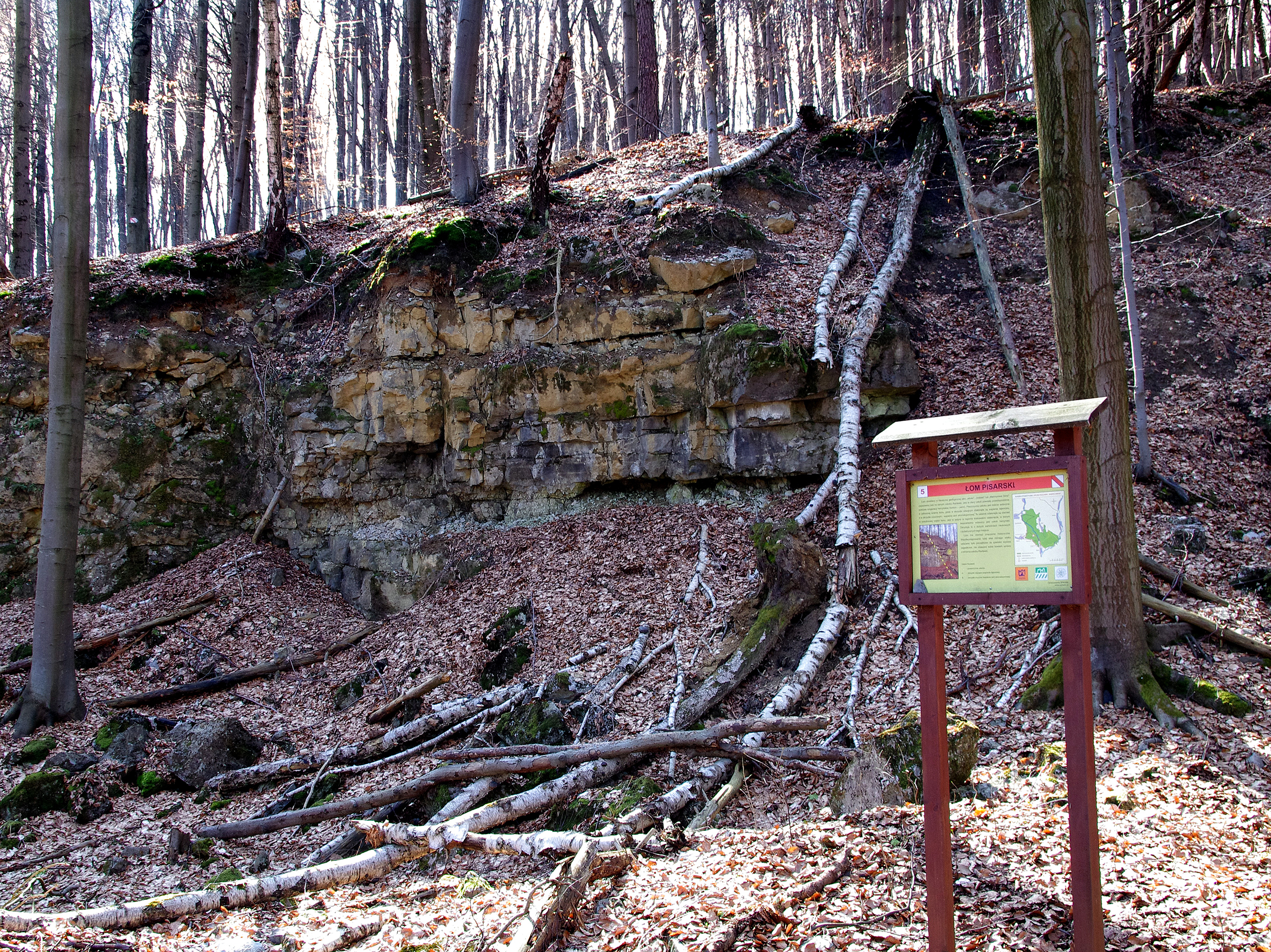
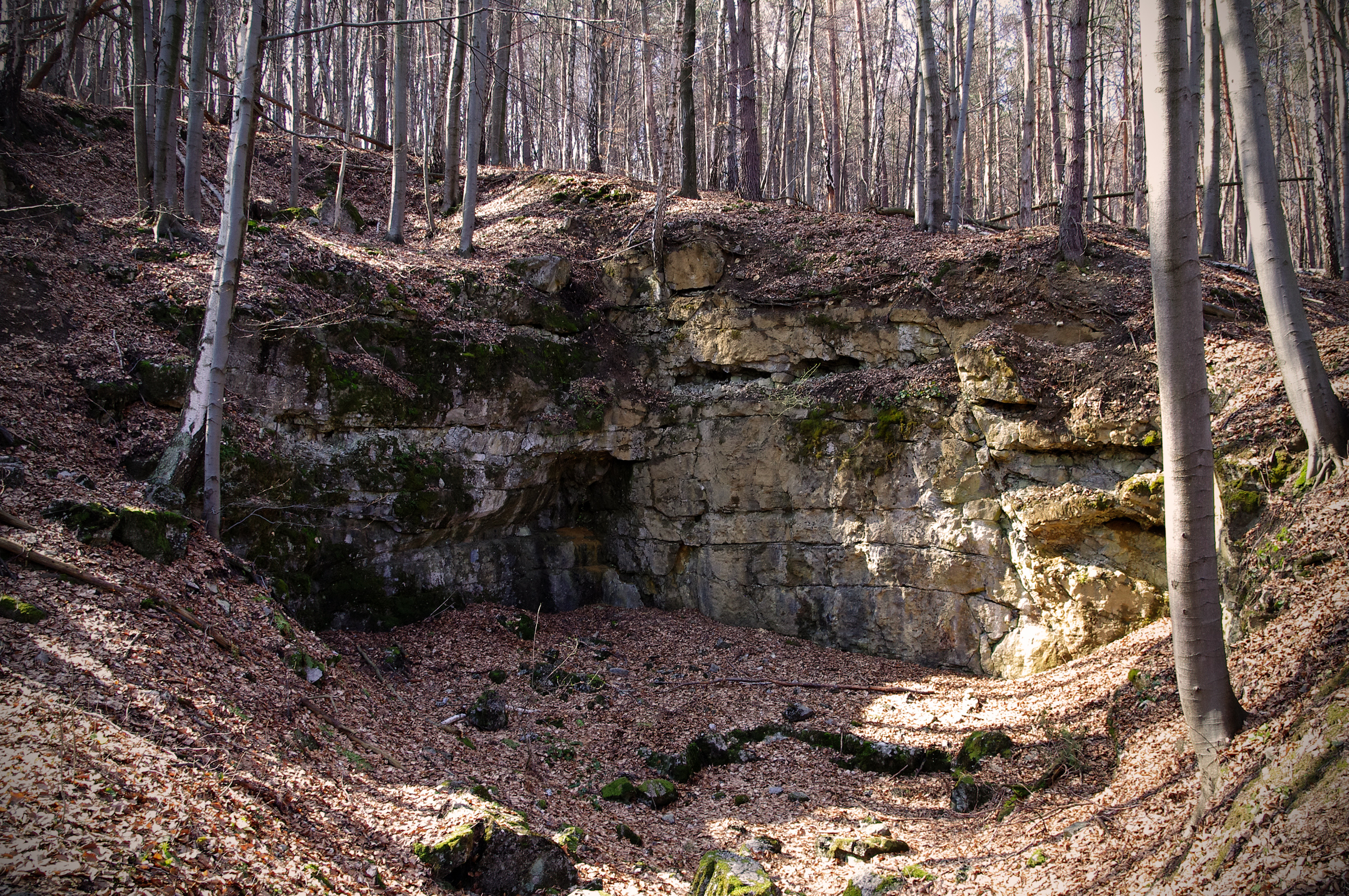

Łom Hrabski prawdopodobnie powstał w karbonie lub permie podczas tzw. orogenezy hercyńskiej. W województwie krakowskim jest to jedyne miejsce, w którym można zaobserwować uskok hercyński. Jego płaszczyzna jest dobrze widoczna na północnej ścianie kamieniołomu. Można tu obserwować wapienie dębnickie. Na ścianie południowej występują wapienie stromatoporowe.
Łom Hrabski znajduje się w obrębie rezerwatu przyrody Dolina Racławki. Obok kamieniołomu prowadzi geologiczna ścieżka dydaktyczna tworząca zamkniętą pętlę.

## Szlak turystyczny
Od parkingu w Dubiu obok Kopalni Odkrywkowej Dolomitu Dubie, dnem wąwozu Zbrza, obok kamieniołomu w Dębnikach i Łomu Hrabskiego dnem Żarnówczanego Dołu do dna doliny i na parking. 5 przystanków.